# Can Dellonder
Can Dellonder és una obra de Fornells de la Selva (Gironès) inclosa a l'Inventari del Patrimoni Arquitectònic de Catalunya.

## Descripció

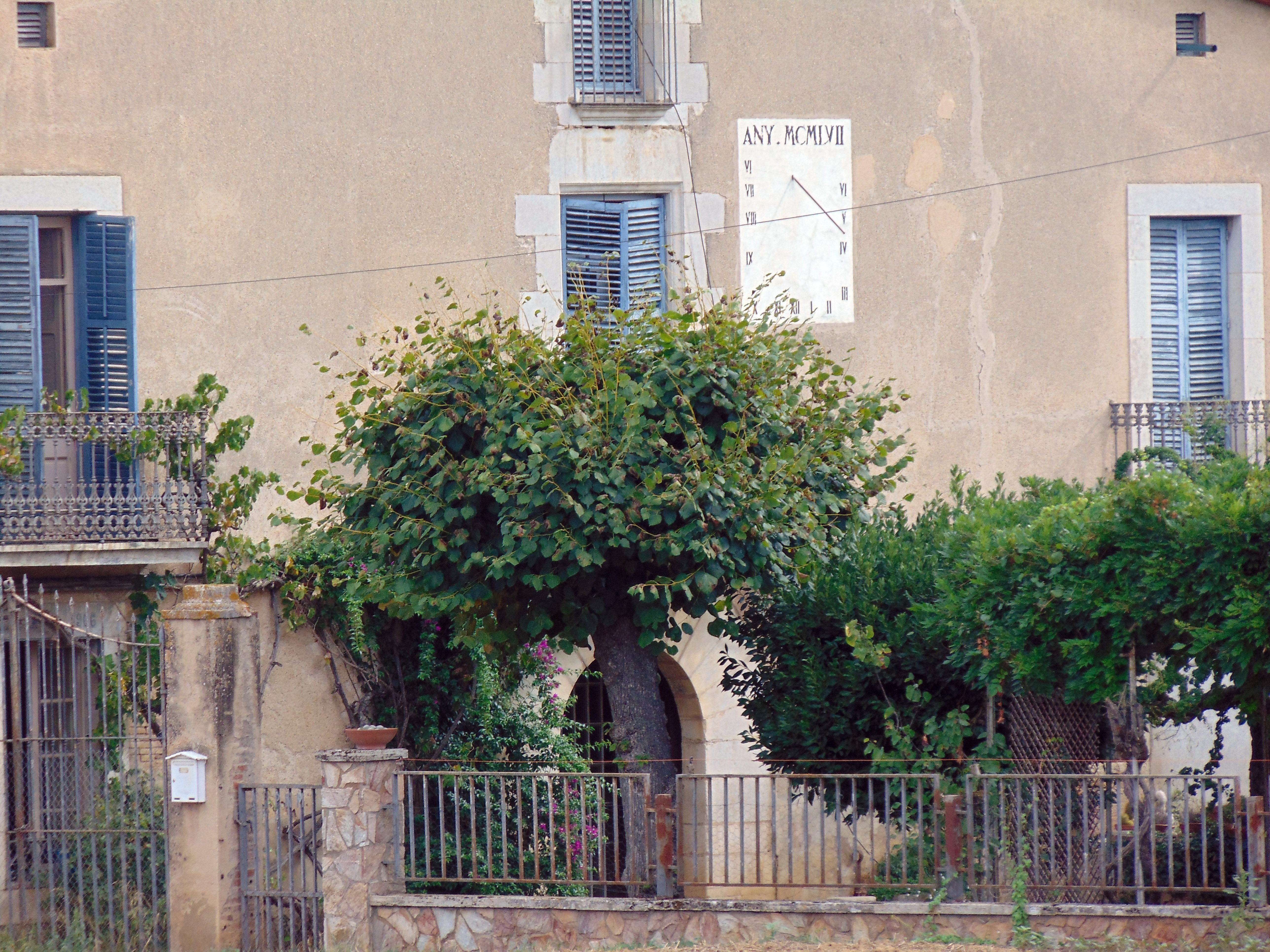

És un edifici civil de mitjanes dimensions amb teulades a dues vessants i desaigua a les façanes laterals una perfecta simetria. A la façana principal hi ha un portal dovellat i en llinda hi ha la data de 1681 si bé tot el conjunt de la façana fou posteriorment restaurada l'any 1906. Al primer pis hi han 3 balcons de pedra treballada i ferro forjats així com un rellotge de sol datat l'any 1957.